# Jarell Quansah
Jarell Amorin Quansah, född 29 januari 2003 i Warrington, är en engelsk fotbollsspelare (mittback) som spelar för Liverpool i Premier League.

## Klubbkarriär
Den 4 februari 2021 skrev Quansah på sitt första professionella kontrakt med Liverpool. Den 20 januari 2023 lånades Quansah ut till League One-klubben Bristol Rovers på ett säsongslån.
Quansah debuterade i Premier League den 27 augusti 2023 i en 2–1-vinst över Newcastle United, där han blev inbytt i den 77:e minuten mot Joël Matip.